# سامسونج جالكسي إيه 15
سامسونج جالكسي إيه 15 Samsung Galaxy A15 وSamsung Galaxy A15 5G عبارة عن هواتف ذكية تعمل بنظام أندرويد تم تصميمها وتطويرها وتسويقها بواسطة شركة إلكترونيات سامسونج كجزء من سلسلة سامسونج جالكسي فئة ايه. تم الإعلان عنهما في 11 ديسمبر 2023، وتم إصدارهما في السادس عشر من ديسمبر بعد أقل من أسبوع.